# Torre de Cantone
La Torre de Cantone (ou Gaetani ou della Verga d'oro)  est située dans la ville de Pise, dans la province de Pise en Toscane,.

## Historique
Construite au XIIe siècle sur un plan rectangulaire, elle s'élevait autrefois au moins sur cinq étages et possédait une loggia au rez-de-chaussée. Le nom de Cantone lui fut donné à partir de 1241 car elle fut construite à l'angle de l'église de San Nicola. Auparavant, elle était connue sous le nom de Domus dei Dodi et à l'intérieur se trouvait une pharmacie d'officine ou un magasin alimentaire. Le nom della Verga d'Oro lui a été donné à partir du XIXe siècle en raison d'une autre structure aujourd'hui disparue qui se trouvait à l'angle sud-est de la via Santa Maria.
Le scientifique Galileo Galilei, du haut de cette tour, a invité le grand-duc de Toscane à observer les premières découvertes faites avec son invention : la lunette d'approche.

## Description
Dans la partie inférieure, les arcs en relief à la base de l'architecture de la tour sont encore bien visibles, deux sur le côté long et un sur le côté court, avec un arc en ogive et des ouvertures désormais comblées. Plus haut, on aperçoit un petit portail, également rempli de briques, sous lequel une étroite rangée de trous de poteaux suggère l'ouverture d'une galerie extérieure en bois. Au cinquième étage, un créneau encore visible suggère un espace ouvert.
Plus tard, la tour fut surélevée de deux étages supplémentaires avec une loggia probablement utilisée comme entrepôt et un toit à double pente recouvert de dalles de schiste.

## Galerie

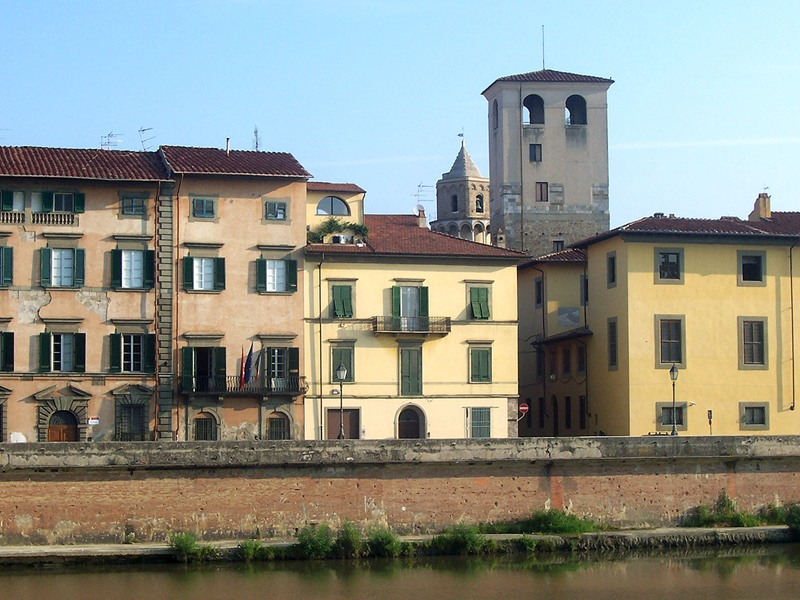
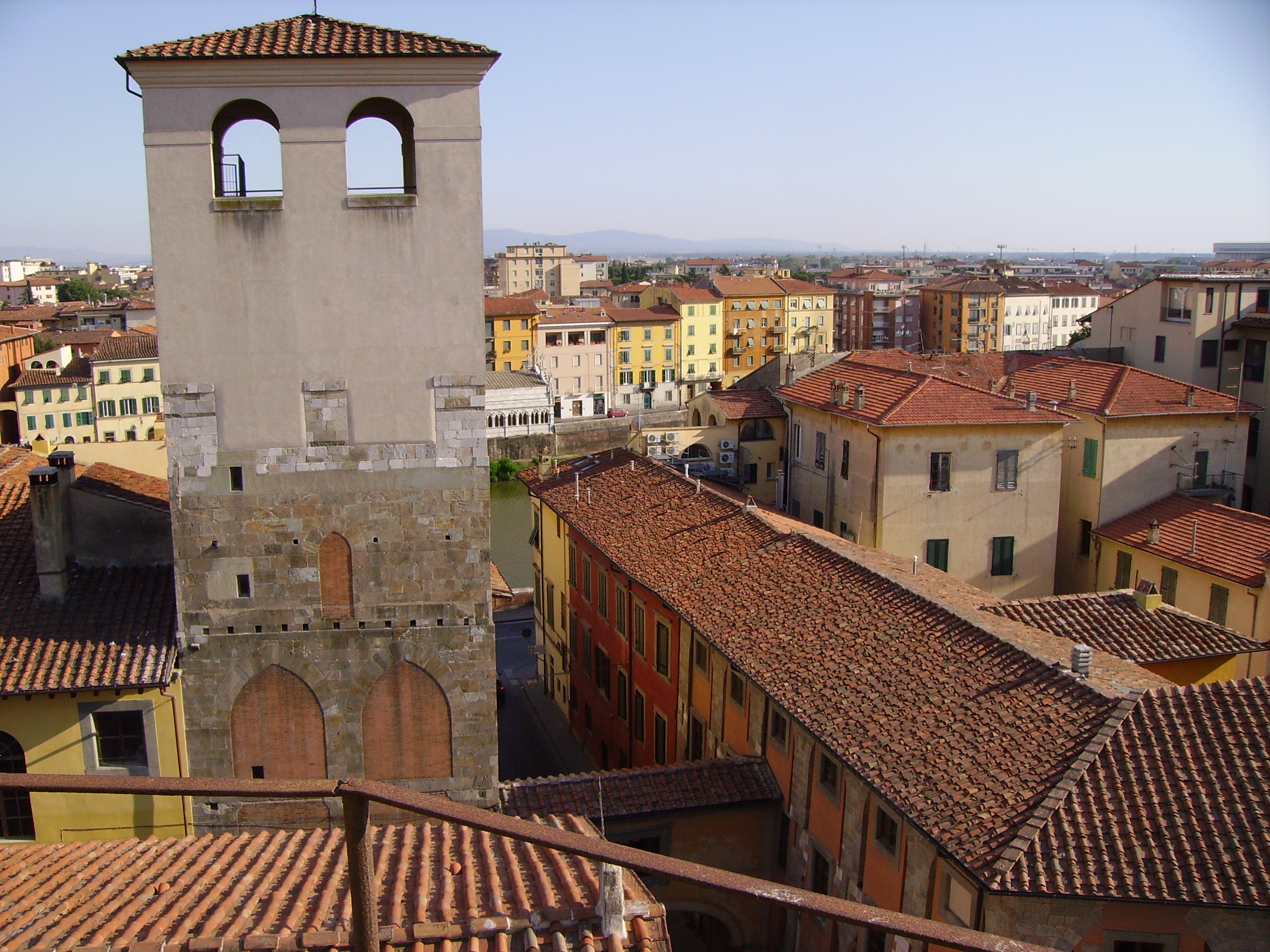